# ソダシ
ソダシ（欧字名:Sodashi、2018年3月8日 - ）は、日本の競走馬、繁殖牝馬。主な勝ち鞍は2020年の阪神ジュベナイルフィリーズ、2021年の桜花賞、2022年のヴィクトリアマイル。

## 概要
白毛馬として史上初めて芝の重賞勝利、GI勝利、牝馬クラシック初出走、初勝利を達成。2020年にJRA賞最優秀2歳牝馬、2021年に最優秀3歳牝馬を受賞した。

## 来歴

### デビュー前
2018年3月8日、北海道安平町のノーザンファームで誕生。手がかからないタイプで、放牧地でスタッフについてくるなど人間好きな所もあった。近親でもあり後にライバルとなるメイケイエールとは馬房が隣同士であり、放牧地でもずっと一緒で仲良しだった。母ブチコは現役時代、特徴的なブチ模様の白毛馬として注目を集め、中央競馬で4勝を挙げた。本馬はその初仔であり、母や父クロフネと同じく金子真人ホールディングスの所有馬となった。ノーザンファーム空港牧場で育成の後、サンスクリット語で「純粋、輝き」が由来の「ソダシ」と命名され、栗東トレーニングセンターの須貝尚介厩舎に入厩した。

### 2歳 (2020年)
7月12日、函館競馬場で行われた新馬戦に吉田隼人を鞍上に出走。3番人気に推され、好位追走から、最後の直線で先頭に立ち、2着に2馬身半差をつけてデビュー勝ちを果たした。またこの勝利は、白毛馬として史上初めて芝の新馬勝ちとなった。
引き続き吉田隼人鞍上で重賞初挑戦となる9月5日の札幌2歳ステークス（GIII）に出走。雨予報であったが、当日は晴れて良馬場となった。4.7倍の2番人気の支持を受ける。外枠から、好位の外を確保。向こう正面半ばにて、最後方からユーバーレーベンがまくり好位に進出。それに応じて仕掛け始め、バスラットレオンとともに先頭で最後の直線に進入した。残り200メートルでバスラットレオンを競り落とし、外から迫ったユーバーレーベンをクビ差退けて勝利。白毛馬として史上初の芝重賞制覇を成し遂げた。加えて2歳コースレコードを0.1秒更新、2012年にコディーノが記録した1分48秒5のレースレコードを0.3秒更新する1分48秒2というパフォーマンスだった。
次走は10月31日に行われたアルテミスステークス（GIII）に出走。1番人気に支持されると、前半800m48.6秒の流れを先行し、4コーナーで逃げたオレンジフィズを交わすと最後まで押し切り、2番人気のククナに1馬身4分の3差を付け、無傷3連勝で重賞2勝目を挙げた。
12月13日、阪神ジュベナイルフィリーズ（GI）に出走。重賞連勝中という実績もあって1番人気に推された。母・ブチコがそうだったようにゲート入りを嫌がるそぶりを見せるものの何とか収まると、好スタートから道中は4・5番手に付け最後の直線へ。残り200mで馬群を抜け出すと、逃げ粘る熊本産馬ヨカヨカを交わして先頭へ立ち、外から襲いかかるユーバーレーベンとメイケイエールを凌ぎきる。だがゴール直前で内からサトノレイナスが猛烈な勢いで飛び込んできて一瞬かわされてしまうが、ソダシは更にもう一伸びを見せて、ハナ差（7cm差）で勝利。史上初めての白毛馬のGI優勝となった。勝ちタイムは前年レシステンシアが記録したレースレコードには及ばなかったものの、それ以前のレースレコードである2006年のウオッカと同じ1:33.1という好タイムであった。
この勝利を受けて、2020年度のJRA賞最優秀2歳牝馬に記者投票満票で選出された。

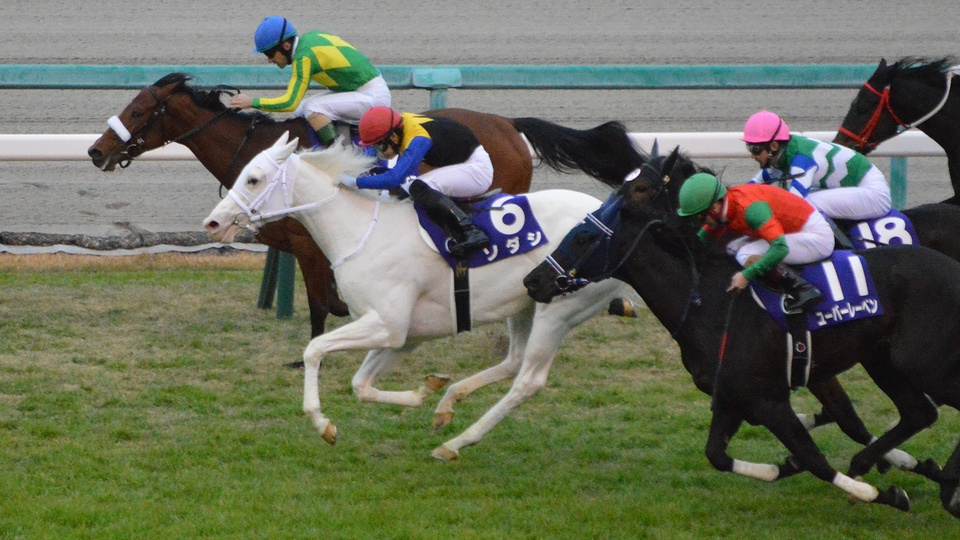
阪神JF

### 3歳 (2021年)
休養明けに桜花賞へ直行することを発表。同じく阪神ジュベナイルフィリーズから直行するルートを選んだサトノレイナスと人気を分け合い、最終的にはサトノレイナスに次ぐ3.6倍の2番人気の支持を受ける。偶数の馬番となったため本来は奇数番よりも後でゲート入りするのだが、本馬は前走でゲート入りを嫌がったために一番先にゲート入りをすることになった。しかし今回はすんなりとゲート入りすることができ、レースでは好スタートから先団を追走し直線半ばで先頭に立つと、後方から突っ込んできたサトノレイナスをクビ差退け、2019年にグランアレグリアがマークしたレースレコード1分32秒7を1秒6、さらにブラックムーンが持っていた阪神芝1600メートルのコースレコード1分31秒9をコンマ8秒更新する1分31秒1で勝利。史上初の白毛馬によるクラシック勝利を飾った。無敗での桜花賞勝利は、前年のデアリングタクトに続いて2年連続8頭目、前年の最優秀2歳牝馬の桜花賞勝利は、2010年のアパパネ以来10頭目、前走から中118日での勝利は2019年のグランアレグリアの中111日を上回る新記録となった。

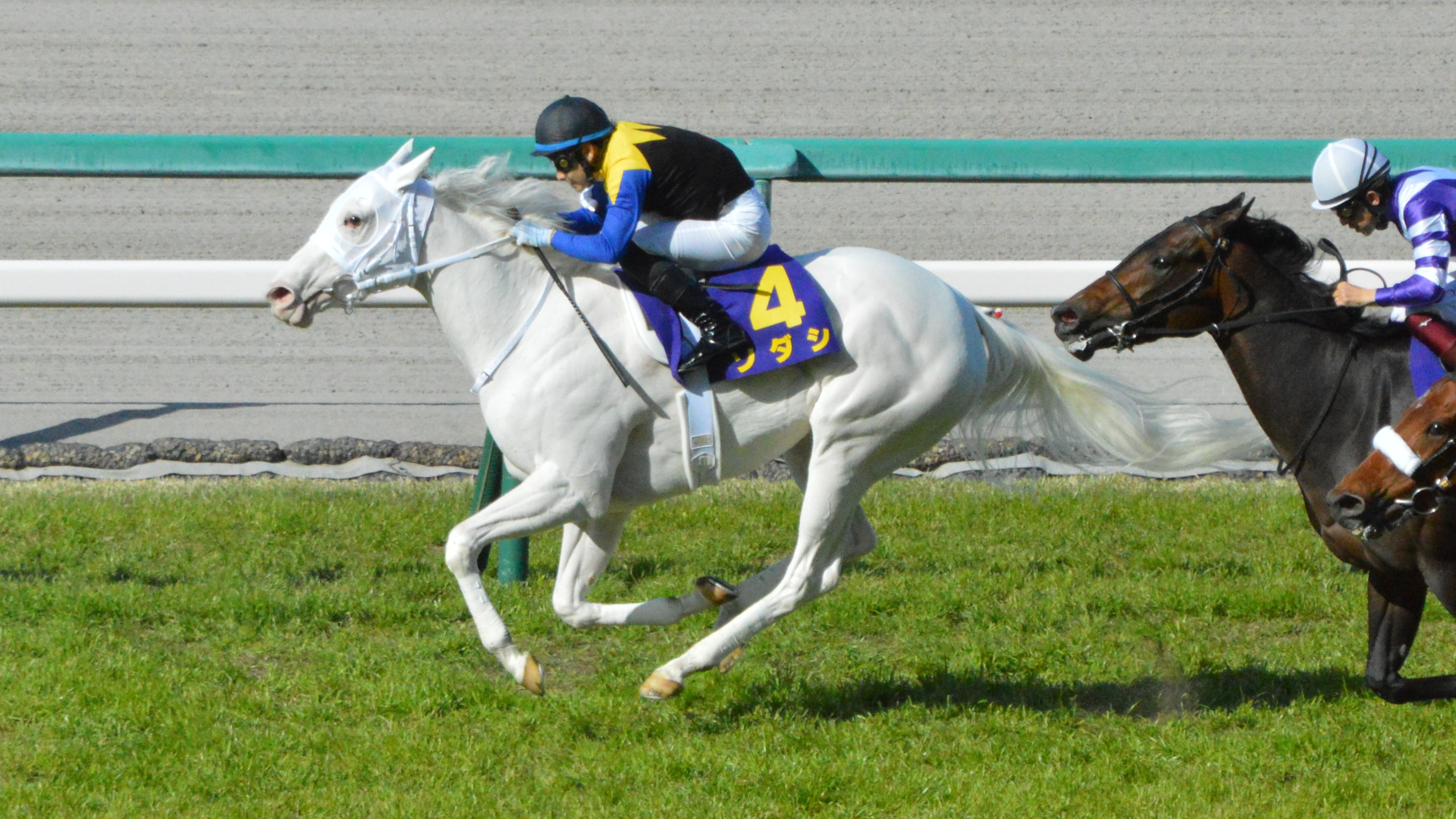
桜花賞

無敗2冠を目指した5月23日の優駿牝馬、オークス。単勝1.9倍の1番人気に支持されたが、スタートから300m先に位置する1 - 2コーナーにてライバルホースに外から切り込まれたほか、終始ライバルにマークされていたこともありソダシにはストレスがたまる状態になっていた。レースでは8着に敗れたが、調教師の須貝は「スタートして出たなりに行ければと思ったんだけど。向正面までのストレスがね…」と前半で力んだ分のスタミナ消耗を敗因の一つに挙げた。吉田隼人騎手は「（2400mという）距離の壁なのかな?」と距離についても言及していた。
オークス後は放牧を挟んで7月21日に函館競馬場へ入厩。次走を札幌記念と定めて調整が進められた。迎えた札幌記念では2番人気で大外枠から出走。2番手の位置からレースを進め、道中ブラストワンピースが競りかかってくる展開となるが前を譲らず、3コーナーから先頭に立つと、最後の直線で伸びを欠いたラヴズオンリーユーとペルシアンナイトを振り切って勝利を飾った。3歳牝馬の札幌記念勝利は2014年ハープスター以来の史上3頭目。またクロフネ産駒としてはJRA平地重賞で初となる距離2000メートルでの勝利となった。

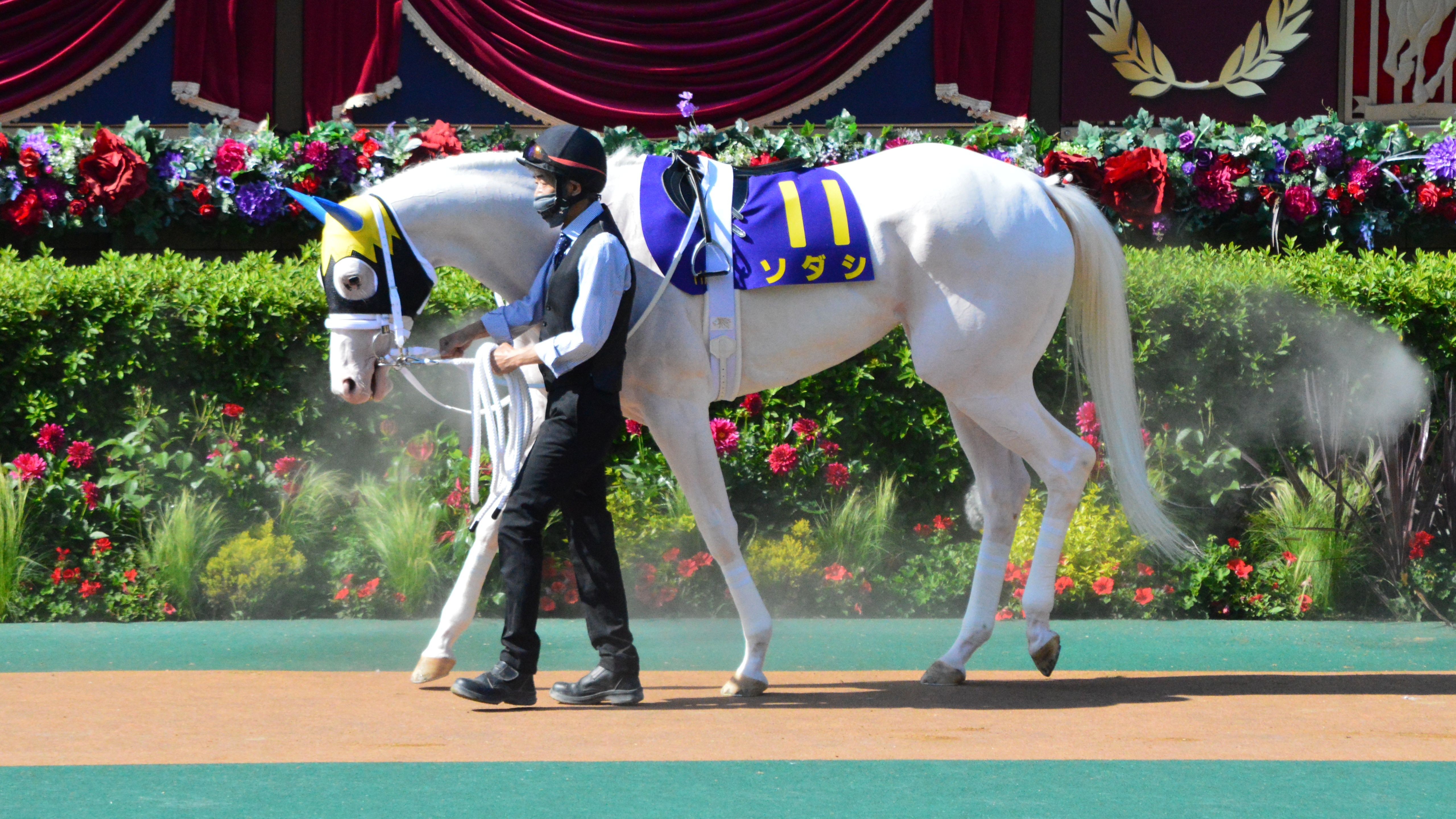
優駿牝馬 (オークス)

次走として秋華賞への出走を正式に表明し、当日、ソダシは1番人気の2枠4番として出走した。ソダシは2番手でレースを進めていくも、最後の直線で伸びることが出来ずに10着となった。レース後にソダシの状態を確認した際、ソダシの口から血が出ており、須貝師は「ゲートでぶつけたのだろうけど、歯が折れてグラグラしていて血が出ていた。それが影響したのかな」と敗因を分析している。
実際は歯が折れていた訳ではなく、ケガをした歯ぐきの患部からの出血だったことが18日に判明した。そのため歯がグラグラしていたとのことで、須貝師によると軽症との事。結果、グラグラしていた問題の前歯は抜歯となった。
次走としてチャンピオンズカップ（12月5日 中京ダート1800m）の出走を表明した。クロフネの血を継ぐ血統上、一度ダートのレースに挑戦してみたかったと陣営が発表している。
予定通りチャンピオンズカップに出走。スタート直後に先頭に立ち、1000m61.4秒のペースで逃げを図るも、最後の直線でインティ（4着）に交わされると沈んでいき、最後は12着に敗れた。

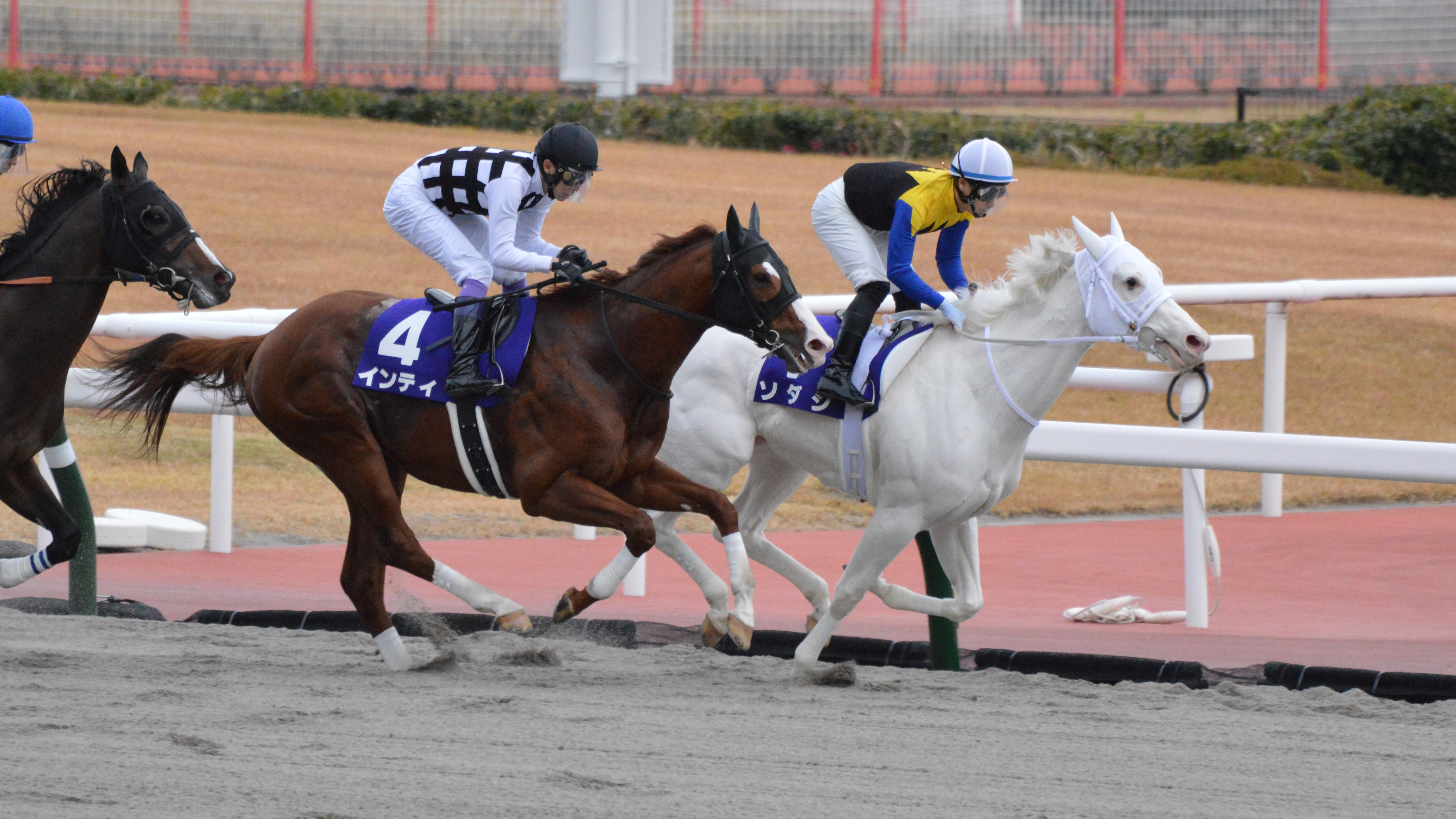
チャンピオンズC (白帽)

### 4歳（2022年）
古馬となった初戦でも引き続きダートへ挑戦。フェブラリーステークスに出走した。レースでは序盤から先頭に立ったテイエムサウスダンを追走。しかし最終直線で伸びを欠いたことで並びかけることはできず、カフェファラオの連覇の裏で3着となった。
次走としてヴィクトリアマイルに出走することを表明し、5月15日に予定通り出走した。単勝オッズ5.7倍の4番人気で迎えたレースでは、ゲート入りを渋る場面も見られたものの、ゲート内では落ち着き好スタートから積極的に先団に取り付き4番手付近を追走、4コーナーで内に入り内から2頭目を鋭く伸びて、残り100m付近で逃げ粘るローザノワールを交わし先頭に変わって2着ファインルージュに2馬身差をつけ1着でゴール。鞍上の吉田隼人は入線後に右手を握りガッツポーズ。札幌記念以来、約9ヶ月ぶりに勝利を飾った。GI勝利は桜花賞以来となった。この勝利により、JRA・GI3年連続制覇となった。
次走として連覇のかかる札幌記念に出走すると表明。このレースには同年の函館記念を制したいとこのハヤヤッコも参戦を表明し、JRA史上初となる白毛馬同士の直接対決として話題を集めた。レースは五分のスタートから道中5番手を折り合いよく追走するも、最終直線で伸びを欠き5着に敗れた。須貝は、前年比3キロ増となった斤量よりも距離適性が響いたと分析し、マイルが適正距離と判断、秋の目標について臨戦過程は検討としながらもマイルチャンピオンシップと明言した。
その前哨戦として府中牝馬ステークスに出走し、最終オッズ1.9倍と抜けた1番人気に推される。道中では5番手で折り合い、直線で先頭を奪ったが、ゴール寸前で伏兵イズジョーノキセキの強襲に遭い、最後は頭差交わされて2着となる。
迎えたマイルチャンピオンシップでは、シュネルマイスターに次ぐ2番人気の支持を受ける。レースでは好スタートから道中はスローペースの中4番手で構え、直線では馬場の真ん中から早めに先頭争いに加わったが、大外から一気に脚を伸ばしたセリフォスや、狭い位置を掬って伸びてきたダノンザキッドに交わされ3着に惜敗、芝1600mのレースで5戦目にして初黒星を喫した。負けはしたが、吉田は「状態はとても良かった。道中もリズム良く運べたと思います。最後まで長くいい脚を使って踏ん張ってくれました」と健闘を称えた。

### 5歳（2023年）

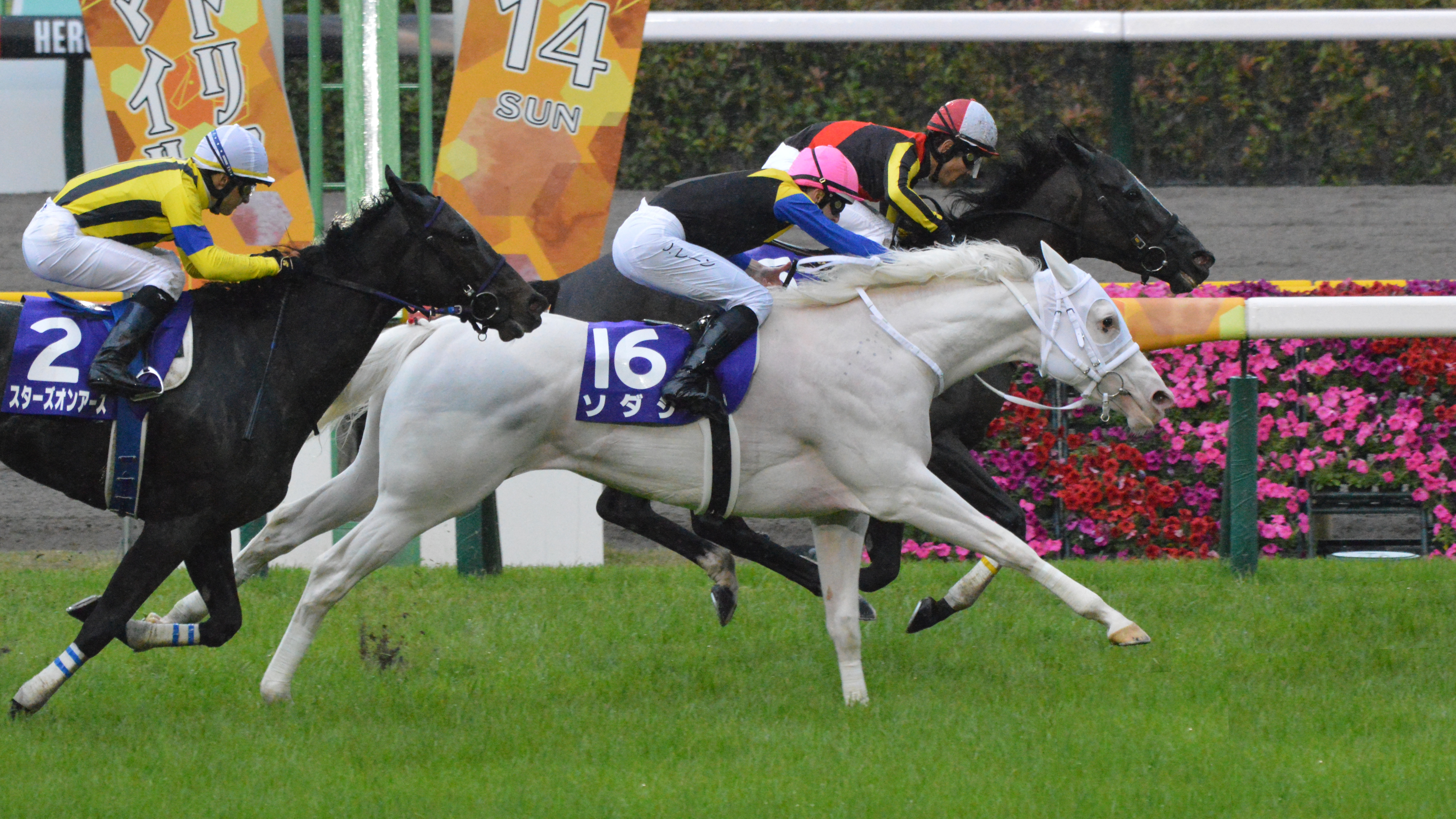
連覇を狙った2023年VM、2着に敗れる

シーズン初戦として連覇がかかった5月14日のヴィクトリアマイルに出走。道中2番手でレースを進め、直線で一旦は先頭に立つも、内から脚を伸ばしてきたソングラインにかわされて2着となり、連覇はならなかった。しかし、発送後まもなく内側に斜行し4頭の進路を妨害したためで過怠金5万円が科せられた。続く6月4日の第73回安田記念では道中好位追走も直線で伸びを欠いて7着に敗れた。
その後、脚部不安を発症し、北海道苫小牧市のノーザンファーム空港牧場で休養していたが、10月1日に現役引退を発表した。管理する須貝調教師は「きょう、ちょうど妹のママコチャがGI（スプリンターズステークス）を勝ったことで金子オーナーから『ちょうどいいタイミングでバトンを渡せるのではないか』とお話がありました。」と答えた。引退後はノーザンファームで繁殖牝馬となる。そして、10月5日をもって、JRAとしての競走馬登録を正式に抹消した。

## 人気・評価

### メディアによる報道
本馬は世界的に珍しい白毛のGI馬・クラシック勝利馬ということもあり、桜花賞優勝時にはNHKニュース7で取り上げられ、「純白のアイドル」（テレビ東京）「汚れなき純白の女王」（netkeiba.com）、「純白の怪物」（中日スポーツ）と報じられた。
ヴィクトリアマイル優勝時はニューヨーク・タイムズが特集記事を掲載した。アメリカの一般紙であるニューヨーク・タイムズが日本の競走馬を取り上げるのは異例。

### ぬいぐるみ
2021年4月9日から中央競馬ピーアール・センターが制作・販売を行っているぬいぐるみシリーズ「アイドルホース」にソダシのぬいぐるみが登場した。通常はGIを2勝もしくはダービー等の大レースを勝利した時点でぬいぐるみ化が検討されるため、2歳GIを1勝したのみでぬいぐるみが販売されること自体が異例となった。4月9日にオンラインサイト・ターフィー通販クラブで販売開始され、わずか6分ほどで完売した。同週の土日には競馬場のターフィーショップでも販売され、開門直後に売り切れる人気となった。翌週の16日に再発売されるとまたしても即完売の人気ぶりだった。
2022年5月15日のヴィクトリアマイル当日は東京競馬場のターフィーショップに「ソダシコーナー」を設けてぬいぐるみなどを販売していたが、かなり仕入れたにもかかわらず全て完売したという。

## 競走成績
以下の内容は、netkeiba.comの情報の情報に基づく。
| 競走日     | 競馬場 | 競走名          | 格   | 距離（馬場）  | 頭 数 | 枠 番 | 馬 番 | オッズ （人気） | 着順 | タイム （上り3F） | 着差 | 騎手      | 斤量 [kg] | 1着馬（2着馬）         | 馬体重 [kg] |
| ---------- | ------ | --------------- | ---- | ------------- | ----- | ----- | ----- | --------------- | ---- | ----------------- | ---- | --------- | --------- | ---------------------- | ----------- |
| 2020.07.12 | 函館   | 2歳新馬         |      | 芝1800m（良） | 7     | 4     | 4     | 005.90（3人）   | 01着 | R1:50.4（35.3）   | -0.4 | 0吉田隼人 | 54        | （ギャラントウォリア） | 472         |
| 0000.09.05 | 札幌   | 札幌2歳S        | GIII | 芝1800m（良） | 14    | 8     | 13    | 004.70（2人）   | 01着 | R1:48.2（36.7）   | -0.0 | 0吉田隼人 | 54        | （ユーバーレーベン）   | 474         |
| 0000.10.31 | 東京   | アルテミスS     | GIII | 芝1600m（良） | 16    | 7     | 14    | 003.50（1人）   | 01着 | R1:34.9（33.9）   | -0.3 | 0吉田隼人 | 54        | （ククナ）             | 476         |
| 0000.12.13 | 阪神   | 阪神JF          | GI   | 芝1600m（良） | 18    | 3     | 6     | 003.20（1人）   | 01着 | R1:33.1（34.2）   | -0.0 | 0吉田隼人 | 54        | （サトノレイナス）     | 472         |
| 2021.04.11 | 阪神   | 桜花賞          | GI   | 芝1600m（良） | 18    | 2     | 4     | 003.60（2人）   | 01着 | R1:31.1（33.8）   | -0.0 | 0吉田隼人 | 55        | （サトノレイナス）     | 472         |
| 0000.05.23 | 東京   | 優駿牝馬        | GI   | 芝2400m（良） | 18    | 6     | 11    | 001.90（1人）   | 08着 | R2:25.1（35.1）   | -0.6 | 0吉田隼人 | 55        | ユーバーレーベン       | 472         |
| 0000.08.22 | 札幌   | 札幌記念        | GII  | 芝2000m（良） | 13    | 8     | 13    | 003.80（2人）   | 01着 | R1:59.5（35.4）   | -0.1 | 0吉田隼人 | 52        | （ラヴズオンリーユー） | 472         |
| 0000.10.17 | 阪神   | 秋華賞          | GI   | 芝2000m（良） | 16    | 2     | 4     | 001.90（1人）   | 10着 | R2:02.1（37.3）   | -0.9 | 0吉田隼人 | 55        | アカイトリノムスメ     | 474         |
| 0000.12.05 | 中京   | チャンピオンズC | GI   | ダ1800m（良） | 16    | 1     | 1     | 004.50（2人）   | 12着 | R1:52.0（38.3）   | -2.3 | 0吉田隼人 | 54        | テーオーケインズ       | 470         |
| 2022.02.20 | 東京   | フェブラリーS   | GI   | ダ1600m（重） | 16    | 6     | 11    | 008.20（4人）   | 03着 | R1:34.3（34.9）   | -0.5 | 0吉田隼人 | 55        | カフェファラオ         | 476         |
| 0000.05.15 | 東京   | ヴィクトリアM   | GI   | 芝1600m（良） | 18    | 3     | 5     | 005.70（4人）   | 01着 | R1:32.2（33.4）   | -0.3 | 0吉田隼人 | 55        | （ファインルージュ）   | 476         |
| 0000.08.21 | 札幌   | 札幌記念        | GII  | 芝2000m（良） | 16    | 5     | 10    | 003.30（1人）   | 05着 | R2:01.8（37.5）   | -0.6 | 0吉田隼人 | 55        | ジャックドール         | 478         |
| 0000.10.15 | 東京   | 府中牝馬S       | GII  | 芝1800m（良） | 15    | 2     | 2     | 001.90（1人）   | 02着 | R1:44.5（33.8）   | -0.0 | 0吉田隼人 | 56        | イズジョーノキセキ     | 478         |
| 0000.11.20 | 阪神   | マイルCS        | GI   | 芝1600m（良） | 17    | 3     | 6     | 004.40（2人）   | 03着 | R1:32.8（33.8）   | -0.3 | 0吉田隼人 | 55        | セリフォス             | 480         |
| 2023.05.14 | 東京   | ヴィクトリアM   | GI   | 芝1600m（良） | 16    | 8     | 16    | 004.60（3人）   | 02着 | R1:32.2（33.6）   | -0.0 | 0D.レーン | 56        | ソングライン           | 488         |
| 0000.06.04 | 東京   | 安田記念        | GI   | 芝1600m（良） | 18    | 3     | 5     | 005.50（2人）   | 07着 | R1:32.0（34.2）   | -0.6 | 0川田将雅 | 56        | ソングライン           | 486         |

- タイム欄のRはレコード勝ちを示す

## 繁殖成績
引退後は生まれ故郷のノーザンファームで繁殖牝馬となった。初年度はイクイノックスと交配した。
2025年1月30日、初仔となる牝馬を出産した。
|      | 誕生年 | 馬名             | 毛色   | 父             | 性 | 厩舎 | 馬主 | 戦績 | 出典 |
| ---- | ------ | ---------------- | ------ | -------------- | -- | ---- | ---- | ---- | ---- |
| 初仔 | 2025年 | （ソダシの2025） | 黒鹿毛 | イクイノックス | 牝 |      |      |      |      |

## 血統表
| ソダシの血統                     | ソダシの血統                                               | ソダシの血統                                     | （血統表の出典）                                 | （血統表の出典）  |
| 父系                             | デピュティミニスター系（ヴァイスリージェント系）           | デピュティミニスター系（ヴァイスリージェント系） | デピュティミニスター系（ヴァイスリージェント系） | [ § 2 ]           |
| 父 *クロフネ 芦毛 1998 アメリカ  | 父の父*フレンチデピュティ French Deputy 栗毛 1992 アメリカ | Deputy Minister                                  | Vice Regent                                      | Vice Regent       |
| 父 *クロフネ 芦毛 1998 アメリカ  | 父の父*フレンチデピュティ French Deputy 栗毛 1992 アメリカ | Deputy Minister                                  | Mint Copy                                        |                   |
| 父 *クロフネ 芦毛 1998 アメリカ  | 父の父*フレンチデピュティ French Deputy 栗毛 1992 アメリカ | Mitterand                                        | Hold Your Peace                                  | Hold Your Peace   |
| 父 *クロフネ 芦毛 1998 アメリカ  | 父の父*フレンチデピュティ French Deputy 栗毛 1992 アメリカ | Mitterand                                        | Laredo Lass                                      |                   |
| 父 *クロフネ 芦毛 1998 アメリカ  | 父の母*ブルーアヴェニュー Blue Avenue 芦毛 1990 アメリカ   | Classic Go Go                                    | Pago Pago                                        | Pago Pago         |
| 父 *クロフネ 芦毛 1998 アメリカ  | 父の母*ブルーアヴェニュー Blue Avenue 芦毛 1990 アメリカ   | Classic Go Go                                    | Classic Perfection                               |                   |
| 父 *クロフネ 芦毛 1998 アメリカ  | 父の母*ブルーアヴェニュー Blue Avenue 芦毛 1990 アメリカ   | Eliza Blue                                       | Icecapade                                        | Icecapade         |
| 父 *クロフネ 芦毛 1998 アメリカ  | 父の母*ブルーアヴェニュー Blue Avenue 芦毛 1990 アメリカ   | Eliza Blue                                       | *コレラ(USA)                                     |                   |
| 母 ブチコ 白毛 2012 北海道安平町 | 母の父キングカメハメハ 鹿毛 2001 北海道早来町              | Kingmambo                                        | Mr. Prospector                                   | Mr. Prospector    |
| 母 ブチコ 白毛 2012 北海道安平町 | 母の父キングカメハメハ 鹿毛 2001 北海道早来町              | Kingmambo                                        | Miesque                                          |                   |
| 母 ブチコ 白毛 2012 北海道安平町 | 母の父キングカメハメハ 鹿毛 2001 北海道早来町              | *マンファス Manfath                              | *ラストタイクーン                                | *ラストタイクーン |
| 母 ブチコ 白毛 2012 北海道安平町 | 母の父キングカメハメハ 鹿毛 2001 北海道早来町              | *マンファス Manfath                              | Pilot Bird                                       |                   |
| 母 ブチコ 白毛 2012 北海道安平町 | 母の母シラユキヒメ 白毛 1996 北海道早来町                  | *サンデーサイレンス Sunday Silence               | Halo                                             | Halo              |
| 母 ブチコ 白毛 2012 北海道安平町 | 母の母シラユキヒメ 白毛 1996 北海道早来町                  | *サンデーサイレンス Sunday Silence               | Wishing Well                                     |                   |
| 母 ブチコ 白毛 2012 北海道安平町 | 母の母シラユキヒメ 白毛 1996 北海道早来町                  | *ウェイブウインド Wave Wind                      | Topsider                                         | Topsider          |
| 母 ブチコ 白毛 2012 北海道安平町 | 母の母シラユキヒメ 白毛 1996 北海道早来町                  | *ウェイブウインド Wave Wind                      | Storm and Sunshine                               |                   |
| 母系(F-No.)                      | ウェイブウインド(USA)系(FN:2-w)                            | ウェイブウインド(USA)系(FN:2-w)                  | ウェイブウインド(USA)系(FN:2-w)                  | [ § 3 ]           |
| 5代内の近親交配                  | Northern Dancer S5×M5 = 6.25%                              | Northern Dancer S5×M5 = 6.25%                    | Northern Dancer S5×M5 = 6.25%                    | [ § 4 ]           |
| 出典                             | 1. 2. 3. 4.                                                | 1. 2. 3. 4.                                      | 1. 2. 3. 4.                                      | 1. 2. 3. 4.       |

- 全妹に2023年スプリンターズステークス、2025年オーシャンステークスを優勝したママコチャ（鹿毛）がいる。
- 母、祖母ともに白毛。
- 母はJRAでダート4勝、祖母は未勝利。
- 母の半姉にJpnII関東オークスなどダートグレード競走3勝のユキチャン（白毛）、その産駒に羽田盃を優勝したアマンテビアンコ（白毛）、孫に小倉2歳ステークス・ファンタジーステークス・チューリップ賞・シルクロードステークス・京王杯スプリングカップ・セントウルステークスを優勝したメイケイエール（鹿毛）がいる。
- その他に母の半姉マシュマロの子に白毛として史上初めてJRA重賞勝利（レパードステークス・函館記念・アルゼンチン共和国杯）のハヤヤッコがいる。
- 曽祖母のウェイブウインドの5代母には伊オークス馬のミカエラ(Michaela)、さらにその祖母はイタリアの名匠フェデリコ・テシオが所有していた伊ダービー・伊オークス馬のファウスタ(fausta)である。